# ثوم أطلسي صحراوي
ثوم أطلسي صحراوي (الاسم العلمي: Allium antiatlanticum) هو نوع من النباتات يتبع جنس الثوم من الفصيلة النرجسية.